# 서천초등학교 (충남)
서천초등학교는 대한민국 충청남도 서천군 서천읍 군사리에 있는 공립 초등학교이다.

## 학교 연혁
- 1912년 5월 10일 서천공립보통학교 개교
- 1938년 4월 1일 서천서림공립심상소학교
- 1941년 4월 1일 서천서림공립국민학교
- 1971년 12월 1일 강당 준공
- 1992년 10월 29일 개교 80주년 기념 행사
- 1996년 3월 1일 서천초등학교로 개칭
- 1999년 3월 1일 태월초등학교 통합
- 2000년 3월 1일 길산초등학교 통합
- 2017년 2월 10일 제102회 졸업 (졸업생 총 수 19,988)
- 2017년 3월 1일 32학급 편성(유치원 3학급)
- 2025년 3월 1일 서남초등학교 통합

## 참고 자료
- 서천초등학교 - 한국교육학술정보원 학교알리미